# Abbaye de l'Étanche
Pour les articles homonymes, voir Abbaye Notre-Dame.
Ne doit pas être confondu avec Abbaye Notre-Dame de l'Étanche.
L'abbaye prémontrée Notre-Dame de l'Étanche (à ne pas confondre avec l'abbaye cistercienne du même nom située dans le département des Vosges) a été fondée au XIIe siècle à proximité du village de Deuxnouds-aux-Bois, Meuse, France. Elle est inscrite MH depuis 1984. 

## Histoire
Notre-Dame de l'Étanche a été fondée vers 1144 par Philippe, abbé de Belval dans un vallon écarté s'appelant d'abord Faverolles, à proximité de Deuxnouds-aux-Bois. Il s'agissait au départ d'un monastère double. Les premiers donateurs sont Albéron de Chiny, évêque de Verdun, Bertrand le Loup et son neveu Albert, seigneurs de Faverolles. L'église aurait été consacrée en 1147. La première charte existante date de 1157.
Dans son voisinage, s'élevait aux origines un couvent de femmes, lui aussi de l'ordre de Prémontré, mais qui disparut par la suite.
Cette abbaye modeste possédait cependant le prieuré de Benoîte-Vaux, célèbre lieu de pèlerinage lorrain.
Détruite de fond en comble en 1632 par les Suédois, elle a été reconstruite en 1743 avec une aile à neuf cellules ; la chapelle a été terminée en 1770.
On retiendra les noms de trois abbés de Notre-Dame de l'Étanche :
- Dom Dominique Callot, qui étudia la chimie et l'héraldique ;
- Dom Edmont Maclot, connu pour sa piété et ses écrits ;
- Dom Jean François Joseph Boucart, qui réunit un cabinet des médailles et une bibliothèque prestigieuse qui furent ensuite dispersés.

Son dernier abbé fut Joseph Prélat, nommé en 1786 et chassé par la Révolution en 1790.
La chapelle et le bâtiment conventuel ont été inscrits Monuments historiques par arrêté du 5 décembre 1984. Actuellement, Notre-Dame de l'Étanche est à l'abandon et son état se dégrade. En 2017, une souscription est lancée par la Fondation du Patrimoine afin de mettre l'abbaye hors d'eau.

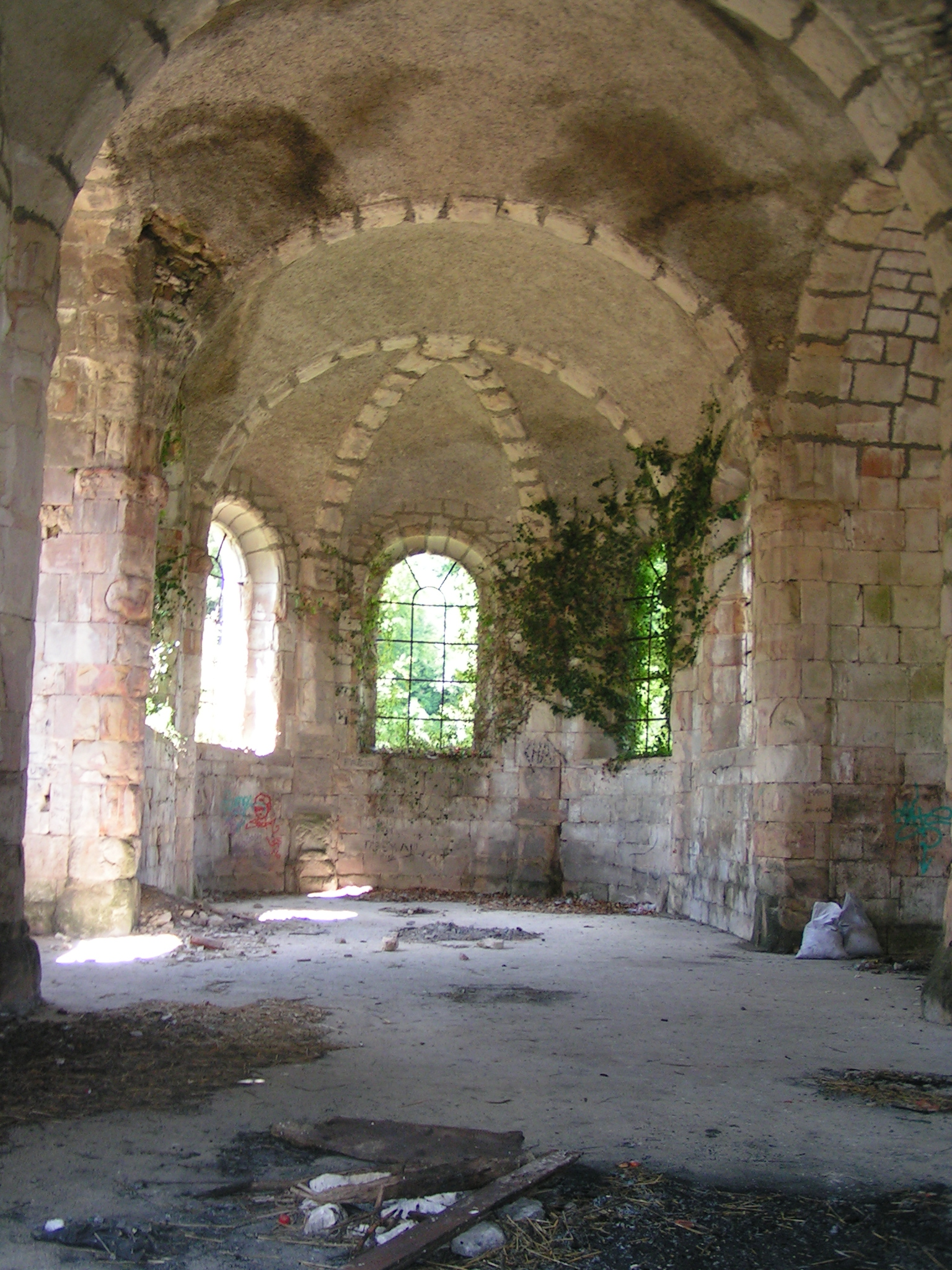
Intérieur de l’abbatiale Sainte-Marie en 2007.
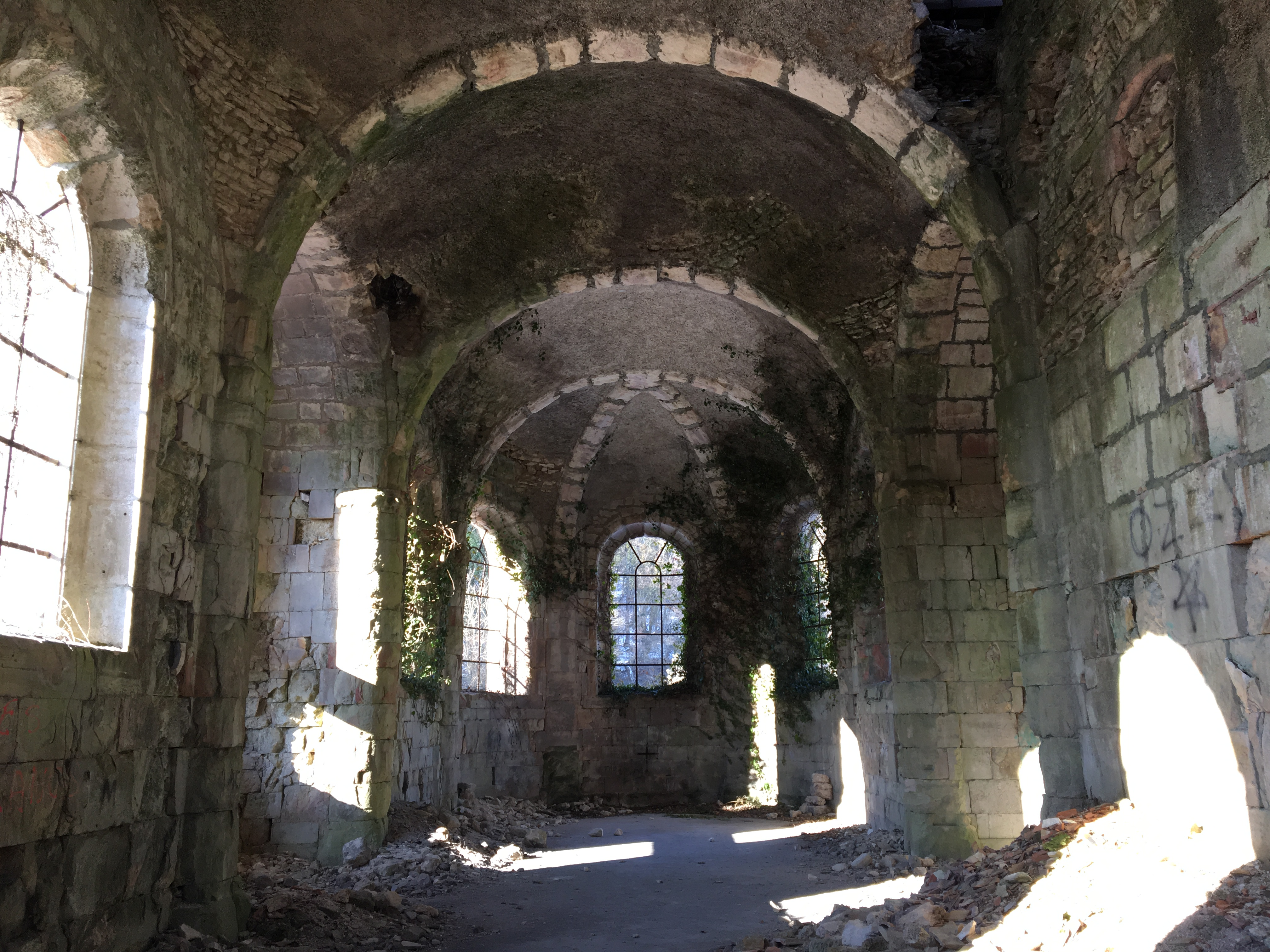
Le même intérieur en 2017, à la limite de l'effondrement.
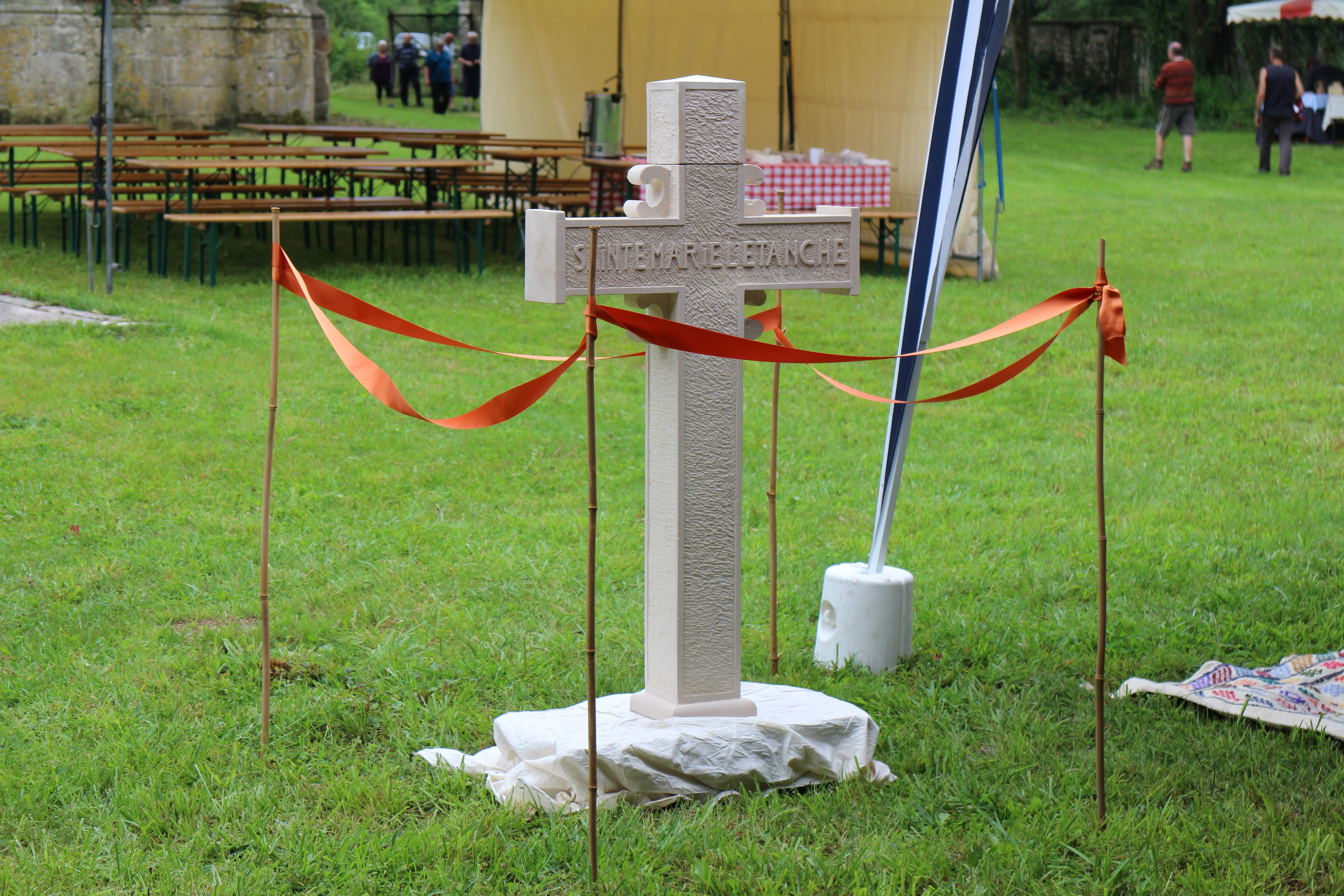
Nouvelle croix de l'abbatiale offerte et bénie en 2017.
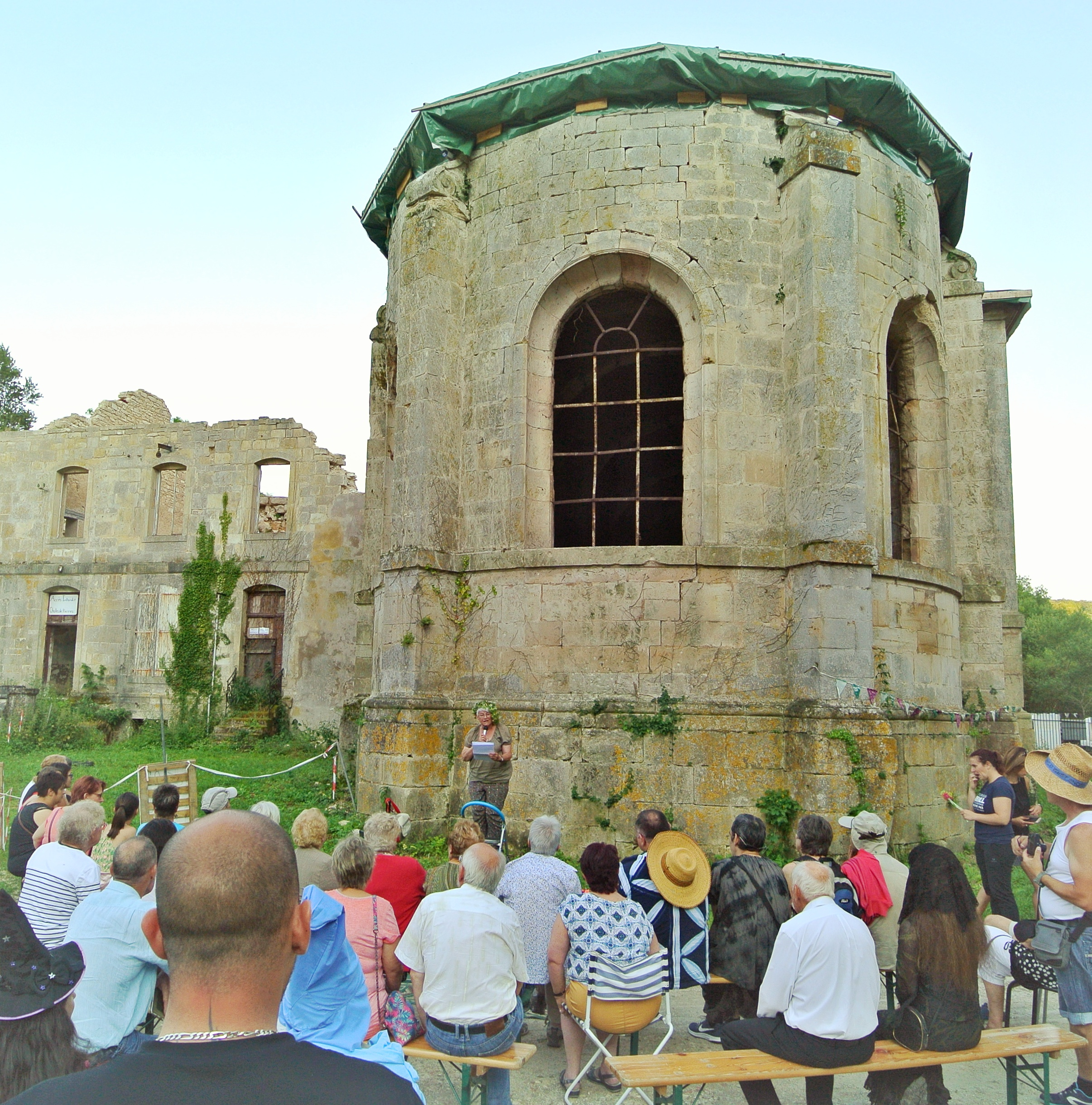
Couverture provisoire financée en 2017 grâce aux nombreux dons privés et publics.
Potager aménagé en 2017 au coin nord de l'enceinte.

1er chantier Rempart durant la canicule 2018.
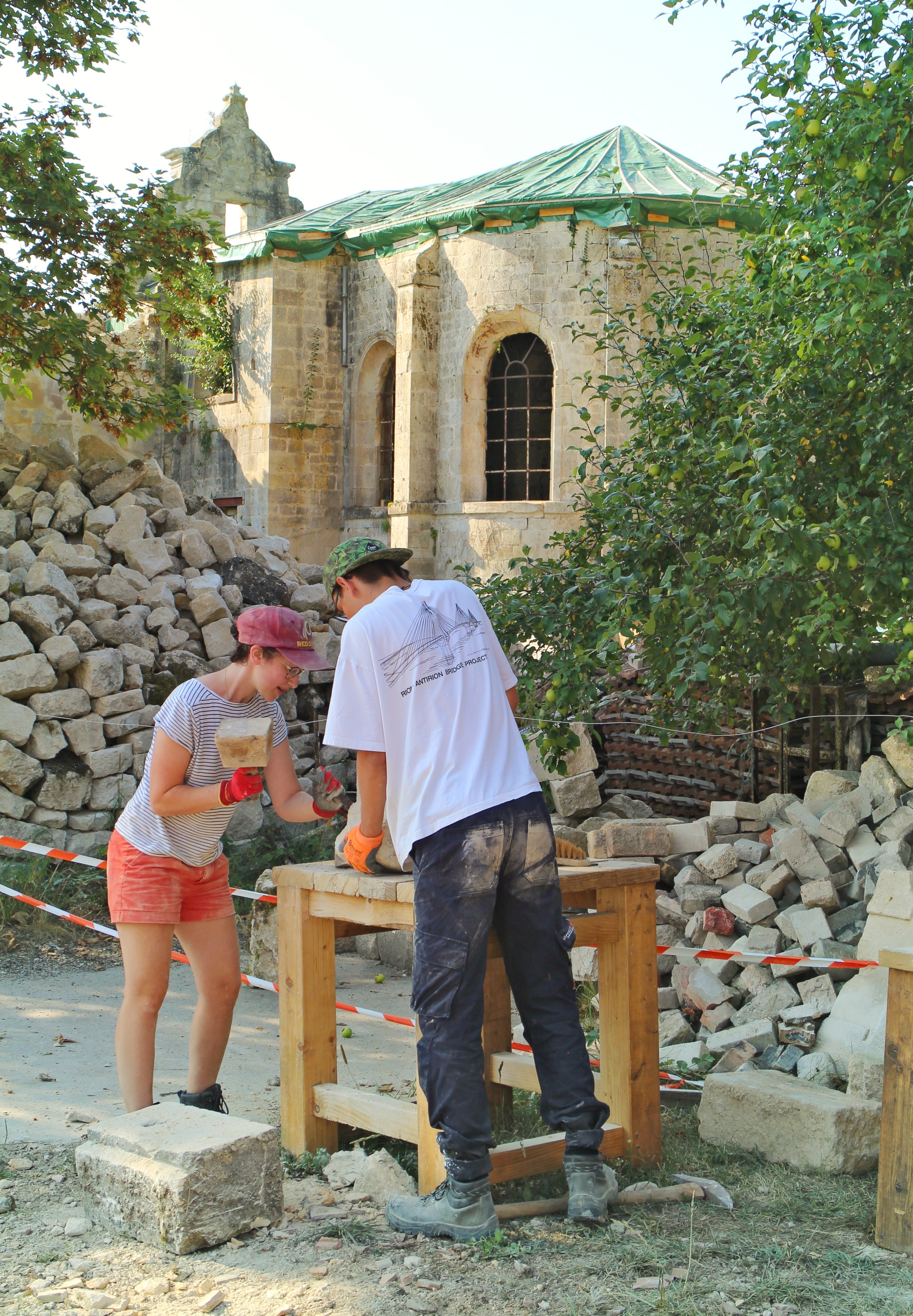
Autres bénévoles du chantier international, comme à Gombervaux.
État avant pose de la toiture définitive - janvier 2019.
La toiture provisoire protège efficacement la chapelle.

## Filiation et dépendances
L'Étanche est fille de l'abbaye de Tart.  

## Vallon de l'Étanche

Fonds du vallon, en direction de la fontaine Gérardin.
Goulot du vallon, du moulin à l'abbaye.
Le moulin et ses étangs, volontairement remis à l'état sauvage.
Poursuite du vallon protégé en direction de Lavignéville.